# Comuna Cirkulane
Cirkulane (Občina Cirkulane) este o comună din Slovenia, cu o populație de 2.335 de locuitori (30.06.2007).

## Localități
Brezovec, Cirkulane, Dolane, Gradišča, Gruškovec, Mali Okič, Medribnik, Meje, Paradiž, Pohorje, Pristava, Slatina, Veliki Vrh